# Быковский сельсовет (Курская область)
Быковский сельсовет — сельское поселение в Горшеченском районе Курской области Российской Федерации.
Административный центр — село Быково.

## История
Статус и границы сельского поселения установлены Законом Курской области от 21 октября 2004 года № 48-ЗКО «О муниципальных образованиях Курской области»

## Население
| 2002 | 2010 | 2012 | 2013 | 2014 | 2015 | 2016 |
| ---- | ---- | ---- | ---- | ---- | ---- | ---- |
| 791  | ↘601 | ↘585 | ↘563 | ↘553 | ↘544 | ↘518 |
| 2017 | 2018 | 2019 | 2020 | 2021 |      |      |
| ↘505 | ↘473 | ↘457 | ↗476 | ↗478 |      |      |

## Состав сельского поселения
| № | Населённый пункт | Тип населённого пункта       | Население |
| - | ---------------- | ---------------------------- | --------- |
| 1 | Быково           | село, административный центр | ↘385      |
| 2 | Дарьевка         | деревня                      | ↘0        |
| 3 | Николаевка       | деревня                      | →0        |
| 4 | Отрада           | село                         | ↘114      |
| 5 | Ровное           | село                         | ↘102      |